# Eurocopa de fútbol sala de 2016
El Campeonato Europeo de Fútbol Sala de la UEFA de 2016 fue la X edición de este torneo de selecciones nacionales absolutas pertenecientes a la Unión de Asociaciones Europeas de Fútbol. Se llevó a cabo del 2 al 13 de febrero en Serbia, que fue elegida como sede el 20 de marzo de 2012.

## Ronda de Clasificación
Previo al Campeonato de Europa, se disputó un torneo de clasificación que incluía:
1. Una ronda preliminar con seis grupos de cuatro selecciones cada uno que disputaron los mini-torneos en una sede entre el 14 y 17 de enero de 2015. Las ganadoras de los seis grupos y la mejor segunda clasificada pasaron a la ronda principal.
2. Una ronda principal donde las siete ganadoras de la ronda preliminar se unieron a las 21 selecciones clasificadas con un mayor ranking en siete grupos de cuatro que jugaron mini-torneos en diferentes sedes entre el 18 y el 21 de marzo de 2015. Las siete primeras de cada grupo pasaron a la fase final del torneo (Campeonato de Europa) donde se unieron a Serbia. Mientras, las siete subcampeonas y la mejor tercera clasificada disputaron los play-offs.
3. Una fase de play-offs donde se emparejaron a las ocho selecciones clasificadas para jugar una eliminatoria de ida y vuelta entre el 15 y el 22 de septiembre de 2015. Las cuatro ganadoras completaron la lista de equipos que participaron en el torneo.

### Clasificados
| Grupo A                   | Grupo B                | Grupo C                  | Grupo D                           |
| ------------------------- | ---------------------- | ------------------------ | --------------------------------- |
| Portugal Serbia Eslovenia | Hungría España Ucrania | Croacia Kazajistán Rusia | Azerbaiyán República Checa Italia |

## Organización

### Sedes
| Arena Belgrade Capacidad: 18,386 espectadores |
| Arena de Belgrado, visto desde el sudoeste    |

### Árbitros
| País            | Árbitro            | País       | Árbitro           |
| --------------- | ------------------ | ---------- | ----------------- |
| Austria         | Gerald Bauernfeind | Inglaterra | Marc Birkett      |
| República Checa | Ondřej Černý       | Turquía    | Kamil Çetin       |
| Portugal        | Eduardo Fernandes  | Ucrania    | Oleg Ivanov       |
| Hungría         | Gábor Kovács       | Bélgica    | Pascal Lemal      |
| España          | Fernando Gutiérrez | Italia     | Alessandro Malfer |
| Finlandia       | Timo Onatsu        | Francia    | Cédric Pelissier  |
| Rusia           | Ivan Shabanov      | Rumania    | Bogdan Sorescu    |
| Croacia         | Saša Tomić         | Eslovenia  | Admir Zahovič     |

### Calendario
| FG | Fase de grupos | 1/4 | Cuartos de final | 1/2 | Semifinales | F | Finales |

| Febrero de 2016        | 2 Mar  | 3 Mié  | 4 Jue  | 5 Vie  | 6 Sáb  | 7 Dom  | 8 Lun   | 9 Mar   | 10 Mié | 11 Jue  | 12 Vie | 13 Sáb |
| ---------------------- | ------ | ------ | ------ | ------ | ------ | ------ | ------- | ------- | ------ | ------- | ------ | ------ |
| Fase (no. de partidos) | FG (2) | FG (2) | FG (2) | FG (2) | FG (2) | FG (2) | 1/4 (2) | 1/4 (2) |        | 1/2 (2) |        | F (2)  |

## Resultados

### Primera ronda
La primera ronda se celebró entre el 2 y el 7 de febrero de 2016 en el Kombank Arena y en ella participaron doce selecciones que se dividieron en cuatro grupos de tres equipos. Las dos mejores selecciones de cada sección pasaron a los cuartos de final, momento en el que se disputaron encuentros eliminatorios.

#### Grupo A
| Equipo    | Pts | PJ | PG | PE | PP | GF | GC | Dif |
| --------- | --- | -- | -- | -- | -- | -- | -- | --- |
| Serbia    | 6   | 2  | 2  | 0  | 0  | 8  | 2  | +6  |
| Portugal  | 3   | 2  | 1  | 0  | 1  | 7  | 5  | +2  |
| Eslovenia | 0   | 2  | 0  | 0  | 2  | 3  | 11 | -8  |

| 2 de febrero de 2016, 18:30 | Serbia                                                                                        | 5:1 (1:1) | Eslovenia          | Arena de Belgrado, Belgrado                |                                            |
|                             | - Slobodan Janjić 14' (d.p.) - Mladen Kocić 21' 30' - Slobodan Rajčević 27' - Marko Pršić 34' | Reporte   | - 3' Igor Osredkar | Árbitro(s): Ondřej Černý Alessandro Malfer | Árbitro(s): Ondřej Černý Alessandro Malfer |

| 4 de febrero de 2016, 18:30 | Eslovenia                                | 2:6 (2:2) | Portugal                                                         | Arena de Belgrado, Belgrado          |                                      |
|                             | - Kristjan Čujec 3' - Gašper Vrhovec 20' | Reporte   | - 5' 40' Fábio Cecílio - 16' 24' 33' Ricardinho - 31' Pedro Cary | Árbitro(s): Ivan Shabanov Saša Tomić | Árbitro(s): Ivan Shabanov Saša Tomić |

| 6 de febrero de 2016, 21:00 | Portugal         | 1:3 (1:1) | Serbia                                                | Arena de Belgrado, Belgrado                           |                                                       |
|                             | - Ricardinho 15' | Reporte   | - 8' Mladen Kocić - 37' Slobodan Rajčević - 40' Simić | Árbitro(s): Fernando Gutiérrez Lumbreras Pascal Lemal | Árbitro(s): Fernando Gutiérrez Lumbreras Pascal Lemal |

#### Grupo B
| Equipo  | Pts | PJ | PG | PE | PP | GF | GC | Dif |
| ------- | --- | -- | -- | -- | -- | -- | -- | --- |
| España  | 6   | 2  | 2  | 0  | 0  | 9  | 3  | +6  |
| Ucrania | 3   | 2  | 1  | 0  | 1  | 7  | 7  | 0   |
| Hungría | 0   | 2  | 0  | 0  | 2  | 5  | 11 | -6  |

| 2 de febrero de 2016, 21:00 | España                                                                 | 5:2 (3:0) | Hungría                | Arena de Belgrado, Belgrado           |                                       |
|                             | - Péter Németh 8' (a.g.) - Bebe 15' - Miguelín 20' 29' - Andresito 36' | Reporte   | - 24' 38' Zoltán Dróth | Árbitro(s): Saša Tomić Bogdan Sorescu | Árbitro(s): Saša Tomić Bogdan Sorescu |

| 4 de febrero de 2016, 21:00 | Hungría                                      | 3:6 (1:2) | Ucrania | Arena de Belgrado, Belgrado                             |                                                         |
|                             | - Zoltán Dróth 8' 34' - János Trencsényi 30' | Reporte   | - 2' Dmytro Sorokin - 7' 35' Dmytro Bondar - i25' Denys Ovsyannikov - 30' Mykola Grytsyna - 36' Yevgen Valenko | Árbitro(s): Gerald Bauernfeind Eduardo Fernandes Coelho | Árbitro(s): Gerald Bauernfeind Eduardo Fernandes Coelho |

| 6 de febrero de 2016, 18:30 | Ucrania               | 1:4 (0:1) | España                                  | Arena de Belgrado, Belgrado               |                                           |
|                             | - Mykola Grytsyna 38' | Reporte   | - 20' 34' Alex - 30' 40' Mario Rivillos | Árbitro(s): Alessandro Malfer Kamil Çetin | Árbitro(s): Alessandro Malfer Kamil Çetin |

#### Grupo C
| Equipo     | Pts | PJ | PG | PE | PP | GF | GC | Dif |
| ---------- | --- | -- | -- | -- | -- | -- | -- | --- |
| Rusia      | 4   | 2  | 1  | 1  | 0  | 4  | 3  | +1  |
| Kazajistán | 3   | 2  | 1  | 0  | 1  | 5  | 4  | +1  |
| Croacia    | 1   | 2  | 0  | 1  | 1  | 4  | 6  | -2  |

| 3 de febrero de 2016, 18:30 | Rusia        | 2:1 (2:1) | Kazajistán              | Arena de Belgrado, Belgrado                                       |                                                                   |
|                             | - Romulo 12' | Reporte   | - 13' Serik Zhamankulov | Árbitro(s): Eduardo Fernandes Coelho Fernando Gutiérrez Lumbreras | Árbitro(s): Eduardo Fernandes Coelho Fernando Gutiérrez Lumbreras |

| 5 de febrero de 2016, 18:30 | Kazajistán                                                                | 4:2 (3:1) | Croacia                                 | Arena de Belgrado, Belgrado          |                                      |
|                             | - Douglas Jr. 6' - Dinmukhambet Suleimenov 7' - Serik Zhamankulov 17' 27' | Reporte   | - 7' Vedran Matošević - 33' Josip Suton | Árbitro(s): Oleg Ivanov Gábor Kovács | Árbitro(s): Oleg Ivanov Gábor Kovács |

| 7 de febrero de 2016, 18:30 | Croacia                                 | 2:2 (1:1) | Rusia                                         | Arena de Belgrado, Belgrado                |                                            |
|                             | - Robinho 9' (a.g.) - Tihomir Novak 25' | Reporte   | - 12' Sergei Abramov - 39' Nikolai Pereverzev | Árbitro(s): Cédric Pelissier Admir Zahovič | Árbitro(s): Cédric Pelissier Admir Zahovič |

#### Grupo D
| Equipo          | Pts | PJ | PG | PE | PP | GF | GC | Dif |
| --------------- | --- | -- | -- | -- | -- | -- | -- | --- |
| Italia          | 6   | 2  | 2  | 0  | 0  | 10 | 0  | +10 |
| Azerbaiyán      | 3   | 2  | 1  | 0  | 1  | 6  | 8  | -2  |
| República Checa | 0   | 2  | 0  | 0  | 2  | 5  | 13 | -8  |

| 3 de febrero de 2016, 21:00 | Italia                                     | 3:0 (1:0) | Azerbaiyán | Arena de Belgrado, Belgrado          |                                      |
|                             | - Alex Merlim 20' 21' - Daniel Giasson 29' | Reporte   |            | Árbitro(s): Marc Birkett Oleg Ivanov | Árbitro(s): Marc Birkett Oleg Ivanov |

| 5 de febrero de 2016, 21:00 | Azerbaiyán                                                                                                 | 6:5 (4:3) | República Checa                                                                                 | Arena de Belgrado, Belgrado                  |                                              |
|                             | - Rizvan Farzaliyev 6' - Vitaliy Borisov 7' - Fineo De Araujo 12' - Eduardo 20' - Augusto 27' - Rafael 40' | Reporte   | - 10' Radim Záruba - 12' Michal Holý - 16' Lukáš Rešetár - 24' Jiří Novotný - 31' Michal Kovács | Árbitro(s): Admir Zahovič Gerald Bauernfeind | Árbitro(s): Admir Zahovič Gerald Bauernfeind |

| 7 de febrero de 2016, 21:00 | República Checa | 0:7 (0:2) | Italia | Arena de Belgrado, Belgrado           |                                       |
|                             |                 | Reporte   | - 1' 22' Fortino - 11' Gabriel Lima - 21' Alex Merlim - 22' (a.g.) Tomáš Koudelka - 24' Humberto Honorio - 33' Alessandro Patias | Árbitro(s): Timo Onatsu Ivan Shabanov | Árbitro(s): Timo Onatsu Ivan Shabanov |

### Cuadro final
La fase final se celebró entre el 8 y el 13 de febrero de 2016 en el Kombank Arena y en ella participaron las dos mejores selecciones de cada sección, que se dividieron en 4 partidos para definir los cuartos de final. Las cuatro selecciones ganadoras de sus respectivos encuentros de cuartos de final, se dividieron en dos partidos de semifinales para decidir qué selecciones disputarían la final, donde el ganador de la primera semifinal, se enfrentó al ganador de la segunda semifinal en el partido por el título, que se disputó a las 21:00 horas del 13 de febrero.
|  | Cuartos de final | Cuartos de final |            |        | Semifinales   | Semifinales   |        |              | Final         | Final         |  |
|  | 8 y 9 de febrero | 8 y 9 de febrero |            |        | 11 de febrero | 11 de febrero |        |              | 13 de febrero | 13 de febrero |  |
|  |                  |                  |            |        |               |               |        |              |               |               |  |
|  |                  |                  |            |        |               |               |        |              |               |               |  |
|  | Serbia           | 2                |            |        |               |               |        |              |               |               |  |
|  | Serbia           | 2                |            |        |               |               |        |              |               |               |  |
|  | Ucrania          | 1                |            |        |               |               |        |              |               |               |  |
|  | Ucrania          | 1                |            | Serbia | 2             |               |        |              |               |               |  |
|  |                  |                  |            | Serbia | 2             |               |        |              |               |               |  |
|  |                  |                  | Rusia      | 3      |               |               |        |              |               |               |  |
|  | Rusia            | 6                | Rusia      | 3      |               |               |        |              |               |               |  |
|  | Rusia            | 6                |            |        |               |               |        |              |               |               |  |
|  | Azerbaiyán       | 2                |            |        |               |               |        |              |               |               |  |
|  | Azerbaiyán       | 2                |            |        |               |               |        | Rusia        | 3             |               |  |
|  |                  |                  |            |        |               |               |        | Rusia        | 3             |               |  |
|  |                  |                  | España     | 7      |               |               |        |              |               |               |  |
|  | Portugal         | 2                | España     | 7      |               |               |        |              |               |               |  |
|  | Portugal         | 2                |            |        |               |               |        |              |               |               |  |
|  | España           | 6                |            |        |               |               |        |              |               |               |  |
|  | España           | 6                |            | España | 5             |               |        | Tercer lugar | Tercer lugar  |               |  |
|  |                  |                  |            | España | 5             |               |        | Tercer lugar | Tercer lugar  |               |  |
|  |                  |                  | Kazajistán | 3      |               |               |        |              |               |               |  |
|  | Kazajistán       | 5                | Kazajistán | 3      |               |               | Serbia | 2            |               |               |  |
|  | Kazajistán       | 5                |            |        |               |               | Serbia | 2            |               |               |  |
|  | Italia           | 2                |            |        |               |               |        |              | Kazajistán    | 5             |  |
|  | Italia           | 2                |            |        |               |               |        |              | Kazajistán    | 5             |  |
|  |                  |                  |            |        |               |               |        |              |               |               |  |

### Cuartos de final
| 8 de febrero de 2016, 18:30 | Serbia                              | 2:1 (1:0) | Ucrania               | Arena de Belgrado, Belgrado             |                                         |
|                             | - Mladen Kocić 2' - Miloš Simić 40' | Reporte   | - 24' Mykola Grytsyna | Árbitro(s): Bogdan Sorescu Marc Birkett | Árbitro(s): Bogdan Sorescu Marc Birkett |

| 8 de febrero de 2016, 21:00 | Portugal             | 2:6 (0:3) | España                                                                          | Arena de Belgrado, Belgrado           |                                       |
|                             | - Ricardinho 23' 26' | Reporte   | - 13' (pen.) Miguelín - 15' 40' Mario Rivillos - 18' 35' Alex - 23' Raúl Campos | Árbitro(s): Gábor Kovács Ondřej Černý | Árbitro(s): Gábor Kovács Ondřej Černý |

| 9 de febrero de 2016, 18:30 | Rusia                                                        | 6:2 (2:1) | Azerbaiyán       | Arena de Belgrado, Belgrado          |                                      |
|                             | - Sergei Abramov 7' 26' - Romulo 15' - Eder Lima 25' 39' 40' | Reporte   | - 8' 29' Augusto | Árbitro(s): Pascal Lemal Timo Onatsu | Árbitro(s): Pascal Lemal Timo Onatsu |

| 9 de febrero de 2016, 21:00 | Kazajistán                                                                             | 5:2 (2:0) | Italia                          | Arena de Belgrado, Belgrado              |                                          |
|                             | - Leo 16' 40' - Serik Zhamankulov 19' - Chingiz Yesenamanov 23' - Dauren Nurgozhin 37' | Reporte   | - 23' Fortino - 37' Mauro Canal | Árbitro(s): Kamil Çetin Cédric Pelissier | Árbitro(s): Kamil Çetin Cédric Pelissier |

### Semifinales
| 11 de febrero de 2016, 18:30 | Serbia                               | 2:3 (0:1) (2:2) (t. s.)(0:1 t. s.) | Rusia                                             | Arena de Belgrado, Belgrado           |                                       |
|                              | - Mladen Kocić 26' - Miloš Simić 36' | Reporte                            | - 13' Eder Lima - 33' Sergei Abramov - 44' Romulo | Árbitro(s): Marc Birkett Ondřej Černý | Árbitro(s): Marc Birkett Ondřej Černý |

| 11 de febrero de 2016, 21:00 | España                                                    | 5:3 (3:1) | Kazajistán                                              | Arena de Belgrado, Belgrado                     |                                                 |
|                              | - Bebe 8' - Miguelín 17' - Raúl Campos 18' 39' - Alex 27' |           | - 4' Aleksandr Dovgan - 36' Leo - 38' Serik Zhamankulov | Árbitro(s): Saša Tomić Eduardo Fernandes Coelho | Árbitro(s): Saša Tomić Eduardo Fernandes Coelho |

### Tercer puesto
| 13 de febrero de 2016, 18:30 | Serbia                                     | 2:5 (0:1) | Kazajistán                                                      | Arena de Belgrado, Belgrado          |                                      |
|                              | - Stefan Rakić 38' - Slobodan Rajčević 40' | Reporte   | - 20' 30' 34' Douglas Jr. - 21' Serik Zhamankulov - 32' Higuita | Árbitro(s): Pascal Lemal Kamil Çetin | Árbitro(s): Pascal Lemal Kamil Çetin |

### Final
| 13 de febrero de 2016, 21:00 | Rusia                                      | 3:7 (1:4) | España                                                               | Arena de Belgrado, Belgrado                  |                                              |
|                              | - Romulo 20' - Robinho 32' - Milovanov 40' | Reporte   | - 9' Alex - 16' 17' Pola - 17' 36' Mario Rivillos - 31' 35' Miguelín | Árbitro(s): Alessandro Malfer Bogdan Sorescu | Árbitro(s): Alessandro Malfer Bogdan Sorescu |

| 12          | Guardameta  | Gustavo                |  |
| 2           | Defensa     | Vladislav Shayakhmetov |  |
| 9           | Delantero   | Sergei Abramov         |  |
| 10          | Delantero   | Robinho                |  |
| 15          | Defensa     | Romulo                 |  |
| Entrenador: | Entrenador: | Sergei Skorovich       |  |

| 1           | Guardameta  | Paco Sedano         |  |
| 2           | Defensa     | Ortiz               |  |
| 4           | Delantero   | Mario Rivillos      |  |
| 7           | Delantero   | Pola                |  |
| 14          | Delantero   | Raúl Campos         |  |
| Entrenador: | Entrenador: | José Venancio López |  |

| 1  | Guardameta | Sergei Vikulov     |  |
| 3  | Delantero  | Nikolai Pereverzev |  |
| 4  | Delantero  | Dmitri Lyskov      |  |
| 5  | Defensa    | Sergei Sergeev     |  |
| 7  | Defensa    | Danil Kutuzov      |  |
| 14 | Defensa    | Ivan Milovanov     |  |
| 17 | Delantero  | Renat Shakirov     |  |
| 18 | Defensa    | Daniil Davydov     |  |

| 12 | Guardameta | Juanjo        |  |
| 13 | Guardameta | Jesús Herrero |  |
| 3  | Defensa    | José Ruiz     |  |
| 5  | Defensa    | Bebe          |  |
| 6  | Delantero  | Rafa Usín     |  |
| 8  | Delantero  | Lin           |  |
| 9  | Delantero  | Alex          |  |
| 10 | Defensa    | Andresito     |  |
| 11 | Delantero  | Miguelín      |  |

| Anotado | 20' | Romulo         | 1-4 |
| Anotado | 32' | Robinho        | 2-5 |
| Anotado | 40' | Ivan Milovanov | 3-7 |

| Anotado | 9'  | Alex           | 0-1 |
| Anotado | 16' | Pola           | 0-2 |
| Anotado | 17' | Mario Rivillos | 0-3 |
| Anotado | 17' | Pola           | 0-4 |
| Anotado | 31' | Miguelín       | 1-5 |
| Anotado | 35' | Miguelín       | 2-6 |
| Anotado | 36' | Mario Rivillos | 2-7 |

| Amonestado | 16' | Vladislav Shayakhmetov |  |
| Amonestado | 18' | Danil Kutuzov          |  |
| Amonestado | 36' | Robinho                |  |

| Amonestado | 21' | Ortiz |  |

| 12          | Guardameta  | Gustavo                |  |
| 2           | Defensa     | Vladislav Shayakhmetov |  |
| 9           | Delantero   | Sergei Abramov         |  |
| 10          | Delantero   | Robinho                |  |
| 15          | Defensa     | Romulo                 |  |
| Entrenador: | Entrenador: | Sergei Skorovich       |  |

| 1           | Guardameta  | Paco Sedano         |  |
| 2           | Defensa     | Ortiz               |  |
| 4           | Delantero   | Mario Rivillos      |  |
| 7           | Delantero   | Pola                |  |
| 14          | Delantero   | Raúl Campos         |  |
| Entrenador: | Entrenador: | José Venancio López |  |

| 1  | Guardameta | Sergei Vikulov     |  |
| 3  | Delantero  | Nikolai Pereverzev |  |
| 4  | Delantero  | Dmitri Lyskov      |  |
| 5  | Defensa    | Sergei Sergeev     |  |
| 7  | Defensa    | Danil Kutuzov      |  |
| 14 | Defensa    | Ivan Milovanov     |  |
| 17 | Delantero  | Renat Shakirov     |  |
| 18 | Defensa    | Daniil Davydov     |  |

| 12 | Guardameta | Juanjo        |  |
| 13 | Guardameta | Jesús Herrero |  |
| 3  | Defensa    | José Ruiz     |  |
| 5  | Defensa    | Bebe          |  |
| 6  | Delantero  | Rafa Usín     |  |
| 8  | Delantero  | Lin           |  |
| 9  | Delantero  | Alex          |  |
| 10 | Defensa    | Andresito     |  |
| 11 | Delantero  | Miguelín      |  |

| Anotado | 20' | Romulo         | 1-4 |
| Anotado | 32' | Robinho        | 2-5 |
| Anotado | 40' | Ivan Milovanov | 3-7 |

| Anotado | 9'  | Alex           | 0-1 |
| Anotado | 16' | Pola           | 0-2 |
| Anotado | 17' | Mario Rivillos | 0-3 |
| Anotado | 17' | Pola           | 0-4 |
| Anotado | 31' | Miguelín       | 1-5 |
| Anotado | 35' | Miguelín       | 2-6 |
| Anotado | 36' | Mario Rivillos | 2-7 |

| Amonestado | 16' | Vladislav Shayakhmetov |  |
| Amonestado | 18' | Danil Kutuzov          |  |
| Amonestado | 36' | Robinho                |  |

| Amonestado | 21' | Ortiz |  |

| Bandera de España |
| Campeón España    |
| 7º título         |

## Estadísticas

### Medallero
| Medalla de oro | Medalla de plata | Medalla de bronce |
| España         | Rusia            | Kazajistán        |

### Bota de Oro
Los jugadores de la Eurocopa de Fútbol Sala de la UEFA 2016 intentarán ayudar a sus selecciones a llevarse la victoria, pero también tendrán la oportunidad de luchar por la gloria individual con la Bota de Oro, Plata y Bronce adidas.
Como en 2012 y 2014, la Bota de Oro adidas será para el máximo goleador y las Botas de Plata y Bronce irán a parar al segundo y tercer máximos realizadores.
| Pos.               | Jugador                 | Selección | Anotado | Asistencia |
| ------------------ | ----------------------- | --------- | ------- | ---------- |
| Estrella de oro    | Miguelín Mario Rivillos | España    | 6       | 4          |
| Estrella de plata  | Alex                    | España    | 6       | 2          |
| Estrella de bronce | Ricardinho              | Portugal  | 6       | 0          |

### Equipo Ideal
| - Miodrag Aksentijević (portero) - Leo Higuita (portero) - Paco Sedano (portero) - Sergei Abramov - Álex - Douglas Júnior - Mladen Kocić | - Leo Jaraguá - Gabriel Lima - Miguelín - Marko Perić - Ricardinho - Mario Rivillos - Robinho |

Fuente:

### Resumen
| Pos. | Equipo          | Pts | PJ | PG | PE | PP | GF | GC | Dif. | Rend.   |
| ---- | --------------- | --- | -- | -- | -- | -- | -- | -- | ---- | ------- |
| 1    | España          | 15  | 5  | 5  | 0  | 0  | 27 | 11 | +16  | 100 %   |
| 2    | Rusia           | 10  | 5  | 3  | 1  | 1  | 16 | 14 | +2   | 66,66 % |
| 3    | Kazajistán      | 9   | 5  | 3  | 0  | 2  | 18 | 13 | +5   | 33,33 % |
| 4    | Serbia          | 9   | 5  | 3  | 0  | 2  | 14 | 11 | +3   | 33,33 % |
| 5    | Italia          | 6   | 3  | 2  | 0  | 1  | 12 | 5  | +7   | 66,66 % |
| 6    | Ucrania         | 3   | 3  | 1  | 0  | 2  | 8  | 9  | -1   | 33,33 % |
| 7    | Portugal        | 3   | 3  | 1  | 0  | 2  | 9  | 11 | -2   | 33,33 % |
| 8    | Azerbaiyán      | 3   | 3  | 1  | 0  | 2  | 8  | 14 | -6   | 33,33 % |
| 9    | Croacia         | 1   | 2  | 0  | 1  | 1  | 4  | 6  | -2   | 16,66 % |
| 10   | Hungría         | 0   | 2  | 0  | 0  | 2  | 5  | 11 | -6   | 0 %     |
| 11   | República Checa | 0   | 2  | 0  | 0  | 2  | 5  | 13 | -8   | 0 %     |
| 12   | Eslovenia       | 0   | 2  | 0  | 0  | 2  | 3  | 11 | -8   | 0 %     |